# 트랜스포트 타이쿤

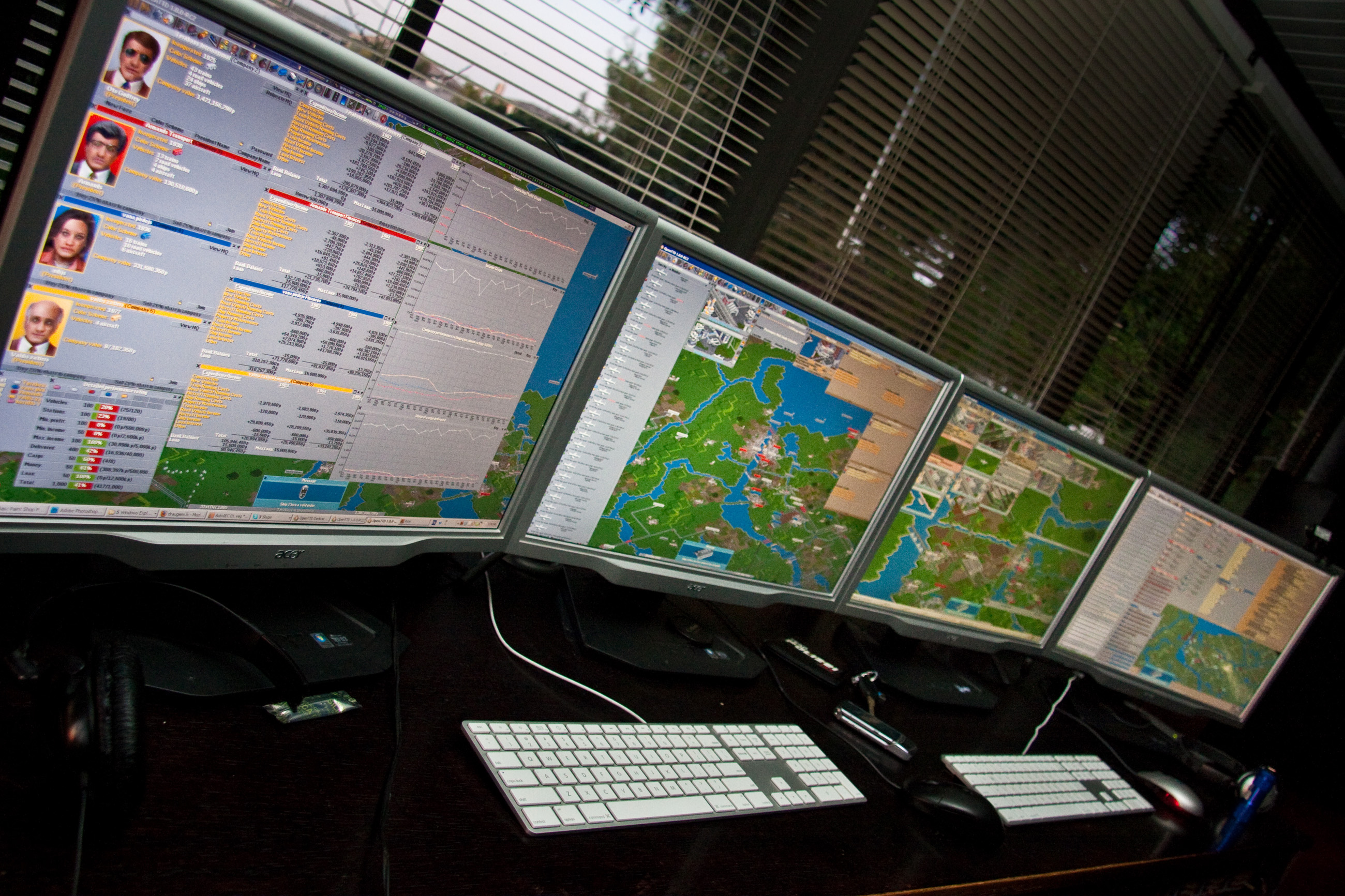
4개의 모니터를 가로지르는 OpenTTD 네트워크 게임 (서드파티)

《트랜스포트 타이쿤》(Transport Tycoon)은 크리스 소여가 제작한 경영 시뮬레이션 게임이다. 다섯 종류의 운송 수단 (비행기, 철도, 버스, 트럭, 선박)을 이용하여 운송 회사를 경영하는 게임이다.

## 오픈 트랜스포트 타이쿤
《오픈 트랜스포트 타이쿤》(Open TTD)은 《트랜스포트 타이쿤》의 소스를 이용하여 제작되었다. 아래와 같은 다양한 기능들이 추가되었다.
- 멀티 플레이 기능 추가
- 빨리 가기 기능 추가 (원본에선 시간을 빨리 지나가게 할 수 없었음.)
- 외부 패치 추가 가능 (소스를 이용하여 직접 열차, 버스 등을 개조할 수 있음.)
- 교통 수단 및 시설 추가 (전기 철도, 노면 전차, 운하 등)
- 위성 사진을 이용한 맵 제작 (그랜드 스케일 이미지, DEM)이 가능해졌다.
- GRF를 추가할 수 있다.
- 미국 달러, 파운드 스털링, 스위스 프랑, 일본 엔 (사라진 화폐 단위 : 페세타, 마르크) 이 외의 화폐 단위도 지원한다.

## 같이 보기
- 《로코모션》